# Chad Fernandez
Chad Fernandez, född 17 november 1976, är en professionell streetskateboardåkare från Los Angeles, Kalifornien i USA.
Han är sponsrad av bland annat märkena Darkstar Wheels, Globe International, Greed och Independent Truck Company. Han är speciellt duktig på att grinda och slida.
Han har varit med i hollywoodfilmerna Lords of Dogtown, Grind och Accepted.